# امبریوما
امبریوما به انگلیسی: Embryoma توده‌ای است که به سرعت رشد می‌کند و باور بر این است که از بافت جنینی (جنین) منشأ می‌گیرد. تومورهای جنینی ممکن است خوش‌خیم یا بدخیم باشند و شامل نوروبلاستوما و تومورهای ویلمز باشند. امبریوما نیز نامیده می‌شود. امبریوما می‌تواند در ریه‌ها بروز کند.